# بلا پالانکا
بلا پالانکا (به صربی: Bela Palanka) یک شهرستان در صربستان است که در ناحیه پیروت واقع شده‌است. بلا پالانکا ۳۹۴ متر بالاتر از سطح دریا واقع شده‌است.